# Costanza (Romania)
Costanza (in romeno Constanța, in passato Kustendji, Kustendja, Köstence, Constantza e, in epoca romana, Tomi o Tomis) è un municipio di 263 688 abitanti della Romania situato sulla sponda occidentale del Mar Nero e capoluogo dell'omonimo distretto. È il più importante porto rumeno, il più grande porto al mar Nero ed un centro industriale di grande rilevanza. Nel 2007 è stata istituita la Zona metropolitana di Costanza che comprende oltre alla città anche 13 comuni limitrofi.
Nelle vicinanze della città si trovano le celebri terme che, insieme alle lunghe spiagge, attraggono ogni anno milioni di turisti. Le principali industrie della città sono quelle dell'inscatolamento e della manifattura di contenitori per il petrolio. A nord si trova il centro turistico di Mamaia.

## Geografia fisica

### Clima

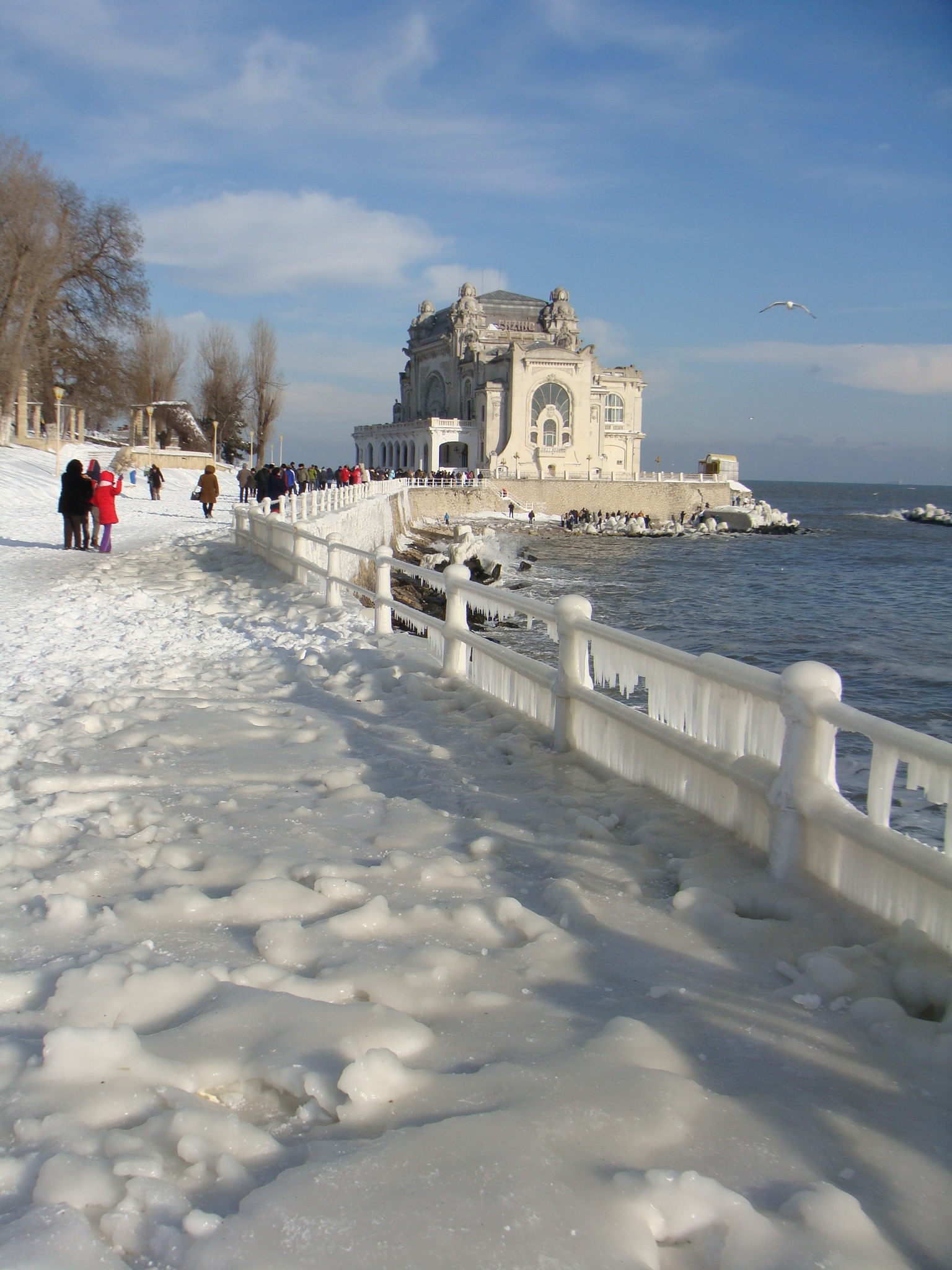
Neve a Costanza

L'estate è calda, secca e soleggiata con una temperatura media a luglio di 23 °C. Per via dell'influenza del Mar Nero la città non è quasi mai soggetta a ondate di grande caldo. L'autunno, che inizia nel tardo settembre, è relativamente mite. Le notti sono fresche e le giornate sono ancora calde a settembre. Solitamente settembre è più caldo di giugno a causa del calore accumulato dalle acque del Mar Nero. L'inverno è abbastanza tardivo e molto più mite di altre città della Romania, tuttavia isolate ondate di bassa pressione possono richiamare masse di aria fredda da nord, e far abbassare notevolmente le temperature; nel complesso, nevica meno che nel resto della Romania, ma forti venti soffiano frequentemente nella regione e contribuiscono ad aumentare la percezione del freddo. Le temperature massime medie di dicembre si aggirano attorno ai 6 °C. A gennaio, il mese più freddo la temperatura media è di +0,4 °C. La primavera arriva presto ed è fredda anche se la temperatura sulla costa del Mar Nero ad aprile e maggio è la più alta di tutta la Romania.
| Costanza           | Mesi | Mesi | Mesi | Mesi | Mesi | Mesi | Mesi | Mesi | Mesi | Mesi | Mesi | Mesi | Stagioni | Stagioni | Stagioni | Stagioni | Anno |
| Costanza           | Gen  | Feb  | Mar  | Apr  | Mag  | Giu  | Lug  | Ago  | Set  | Ott  | Nov  | Dic  | Inv      | Pri      | Est      | Aut      | Anno |
| ------------------ | ---- | ---- | ---- | ---- | ---- | ---- | ---- | ---- | ---- | ---- | ---- | ---- | -------- | -------- | -------- | -------- | ---- |
| T. max. media (°C) | 4,7  | 6,5  | 10,1 | 14,7 | 20,6 | 25,5 | 27,9 | 27,9 | 23,3 | 17,6 | 11,9 | 6,6  | 5,9      | 15,1     | 27,1     | 17,6     | 16,4 |
| T. media (°C)      | 1,4  | 2,7  | 6,2  | 10,8 | 16,6 | 21,5 | 23,9 | 23,9 | 19,2 | 13,8 | 8,4  | 3,2  | 2,4      | 11,2     | 23,1     | 13,8     | 12,6 |
| T. min. media (°C) | −1,2 | 0,0  | 3,3  | 7,7  | 13,1 | 17,6 | 19,7 | 19,9 | 15,6 | 10,8 | 5,7  | 0,6  | −0,2     | 8,0      | 19,1     | 10,7     | 9,4  |

## Storia
Da un numero considerevole di iscrizioni pervenute si è dedotto che Costanza si trova nelle vicinanze dell'antico sito di Tomi. Questa città, nota anche come Tomis, fu una colonia greca della provincia della Scizia, sulla riva del Mar Nero, fondata nel 500 a.C. come base commerciale per gli scambi con le popolazioni della Dacia. Probabilmente il nome deriva dal greco Τόμη, che significa, tagliare, sezionare. Secondo la Biblioteca di Apollodoro fu fondata da Eete:
(I 9, 24)
Secondo lo storico gotico Giordano (da Cassiodoro) il fondatore della città fu una regina dei Geti:
(Giordano, De origine actibusque Getarum, 62, 65)
Nel 29 a.C. i Romani si impossessarono della regione sconfiggendo gli Odrisi e annetterono all'Impero romano l'intero territorio fino al Danubio con il nome di Limes Scythicus. Nell'8 d.C. il poeta romano Ovidio (43 a.C.-17 d.C.) fu esiliato a Tomi dopo essere caduto in disgrazia presso l'imperatore Augusto e vi morì nove anni dopo, nonostante le ripetute suppliche all'imperatore affinché fosse sottratto da quell'esilio in mezzo a genti barbare. Nondimeno ad Ovidio è intitolata una piazza (Piaţa Ovidiu) e una statua posta di fronte al Museo della Storia (già sede del municipio). La scultura in bronzo, opera di Ettore Ferrari fu posta in sede nel 1887 e replicata nel 1925 per la Piazza XX Settembre di Sulmona, città natale del poeta e da questi sempre amata.
In seguito la città di Tomi fu inclusa nella Province della Mesia e, a partire da Diocleziano, nella Scizia Minore, di cui era la metropoli. Dopo la scissione dell'Impero romano Tomi passò sotto la sfera di influenza dell'Impero bizantino.

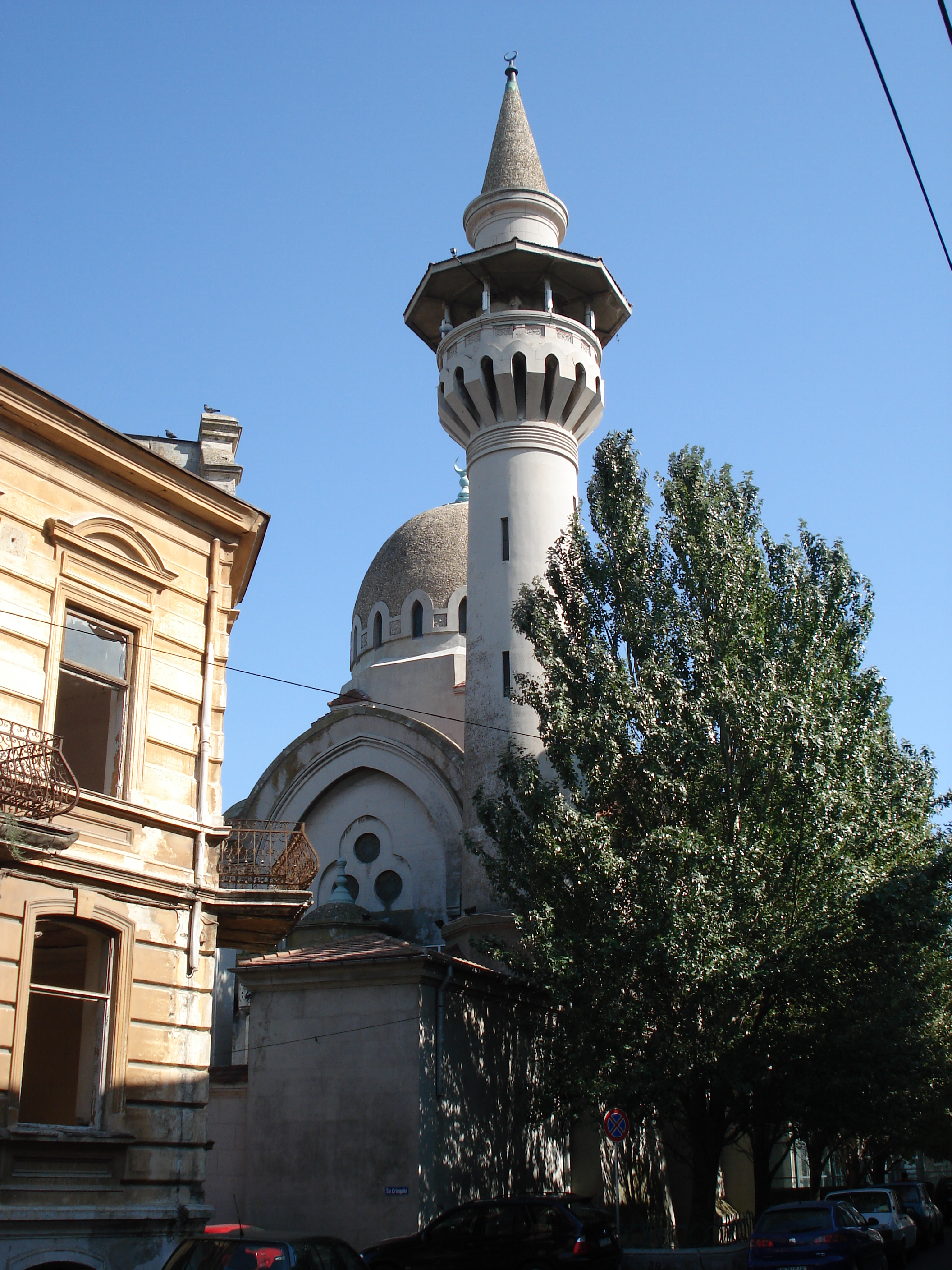
La moschea del re Carlo I, centro dell'Islam in Romania

Tomi fu poi rinominata Constantiana in onore di Flavia Giulia Costanza, la sorellastra di Costantino I (274-337). Il primo uso documentato di questo nome è "Κωνστάντια" ("Constantia" in greco) e risale al 950. La città sorge alla fine del tratto limitrofo al mare del Vallo di Traiano e porta i segni di proprie fortificazioni. Dopo essere entrata a far parte dell'Impero bulgaro, all'epoca della municipalità autonoma di Dobrotitsa/Dobrotici e della Valacchia sotto Mircea il Vecchio, Costanza passò agli Ottomani nel 1419.
Nel 1860 fu inaugurata la ferrovia che collegava Costanza a Cernavodă. Nonostante le distruzioni provocate dagli appaltatori della ferrovia, vi sono resti considerevoli delle mura di cinta e delle colonne. È stato riportato alla luce un palazzo pubblico imponente, che si pensa fosse originariamente un palazzo portuale. Esso contiene le rovine di uno dei più lunghi mosaici pavimentati del mondo. Nel 1878, dopo la Guerra di indipendenza rumena, Costanza e il resto della Dobrugia Settentrionale fu ceduta dall'Impero ottomano alla Romania. La città divenne il principale porto della Romania e un punto di transito per la maggior parte delle esportazioni del paese.
Il 22 ottobre 1916, durante la prima guerra mondiale, Costanza fu occupata dalle potenze centrali (le truppe tedesche, turche e bulgare). Secondo il trattato di Bucarest del maggio 1918, con le disposizioni dell'articolo 10 comma b (trattato che non fu mai ratificato dalla Romania), Costanza rimase sotto il controllo congiunto delle potenze centrali. La città fu liberata dalle forze alleate nel 1918 dopo la fruttuosa spedizione sul fronte di Salonicco, la quale mise la Bulgaria fuori gioco.

## Monumenti e luoghi d'interesse

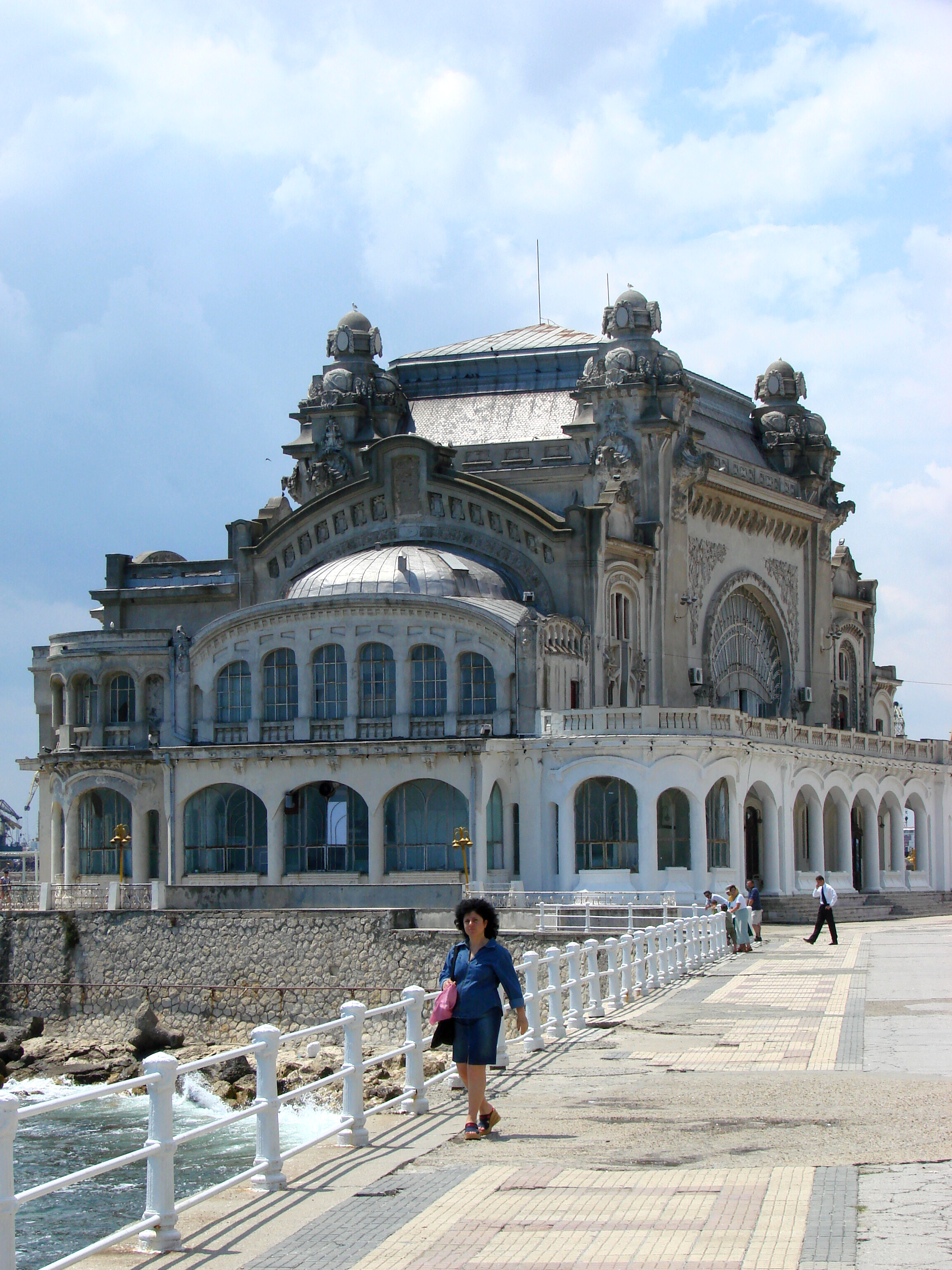
Il Casinò di Costanza

- Cattedrale ortodossa di Santi Pietro e Paolo
- Casinò di Costanza
- Piazza Ovidio
- Faro genovese
- Grande moschea

## Società

### Popolazione e demografia
Secondo il censimento del 2002 la popolazione di Costanza era di 310 471 abitanti, dati più recenti stimano la popolazione attorno alle 342 400 unità. L'area urbana, che comprende le città di Năvodari (32 400 abitanti), Ovidiu (13 134 abitanti), Basarabi (10 857 abitanti), Cumpăna (12 532 abitanti), Lumina (7 858 abitanti nel 2004), Valu lui Traian (8 824 abitanti) ed Agigea (5 482 abitanti), fa aumentare la popolazione a 401 613 abitanti.

### Evoluzione demografica
- 1853: 5 200 abitanti
- 1900: 13 000
- 1910: 27 000
- 1930: 59 000
- 1950: 80 000
- 1970: 172 000
- 1985: 319 000
- 2009: 291 000

### Etnie e minoranze straniere
| Etnia   | 1853          | 2002            |
| ------- | ------------- | --------------- |
| Tutte   | 5 204         | 310 471         |
| Rumena  | 279 (5,4%)    | 286 332 (92,2%) |
| Tartara | 1 853 (35,6%) | 8 724 (2,8%)    |
| Greca   | 1 542 (29,6%) | 546 (0,17%)     |
| Turca   | 104 (2,0%)    | 9 018 (2,9%)    |
| Bulgara | 342 (6,5%)    | 48 (0,01%)      |
| Ebrea   | 344 (6,6%)    | 44 (0,01%)      |
| Rom     | 127 (2,4%)    | 2 962 (0,95%)   |

## Cultura

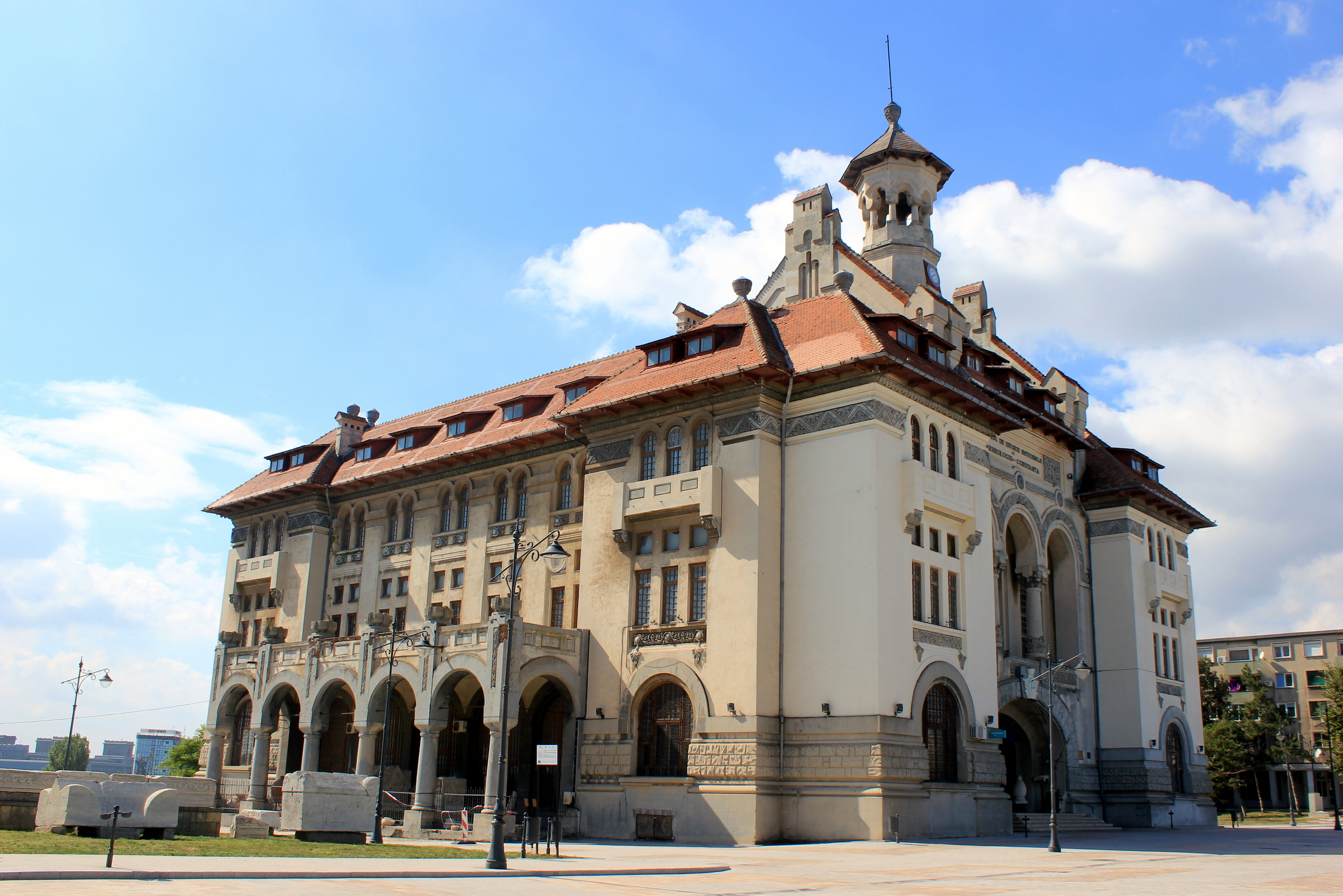
Il Museo di Storia e Archeologia

### Istruzione

#### Scuole
- Collegio Nazionale "Mircea cel Bătrân" (C.N.M.B.)
- Scuola Superiore Ovidio
- Scuola Superiore Internazionale di Computer di Costanza (I.C.H.C.)

#### Università
- Università Ovidius
- Università Marittima di Costanza (UMC)
- Accademia navale Mircea cel Bătrân

#### Musei
- Museo di Storia e Archeologia
- Museo della marina rumena

### Media

#### Giornali e riviste
- Cuget Liber
- Adolescentul
- Litoral
- Telegraf
- Observator de Constanţa
- Independent
- Atac de Constanţa
- Jurnalul de Constanţa

#### Televisioni
- TV Neptun
- MTC
- Antena 1 Constanţa
- PRO TV Constanţa
- CTV

## Infrastrutture e trasporti

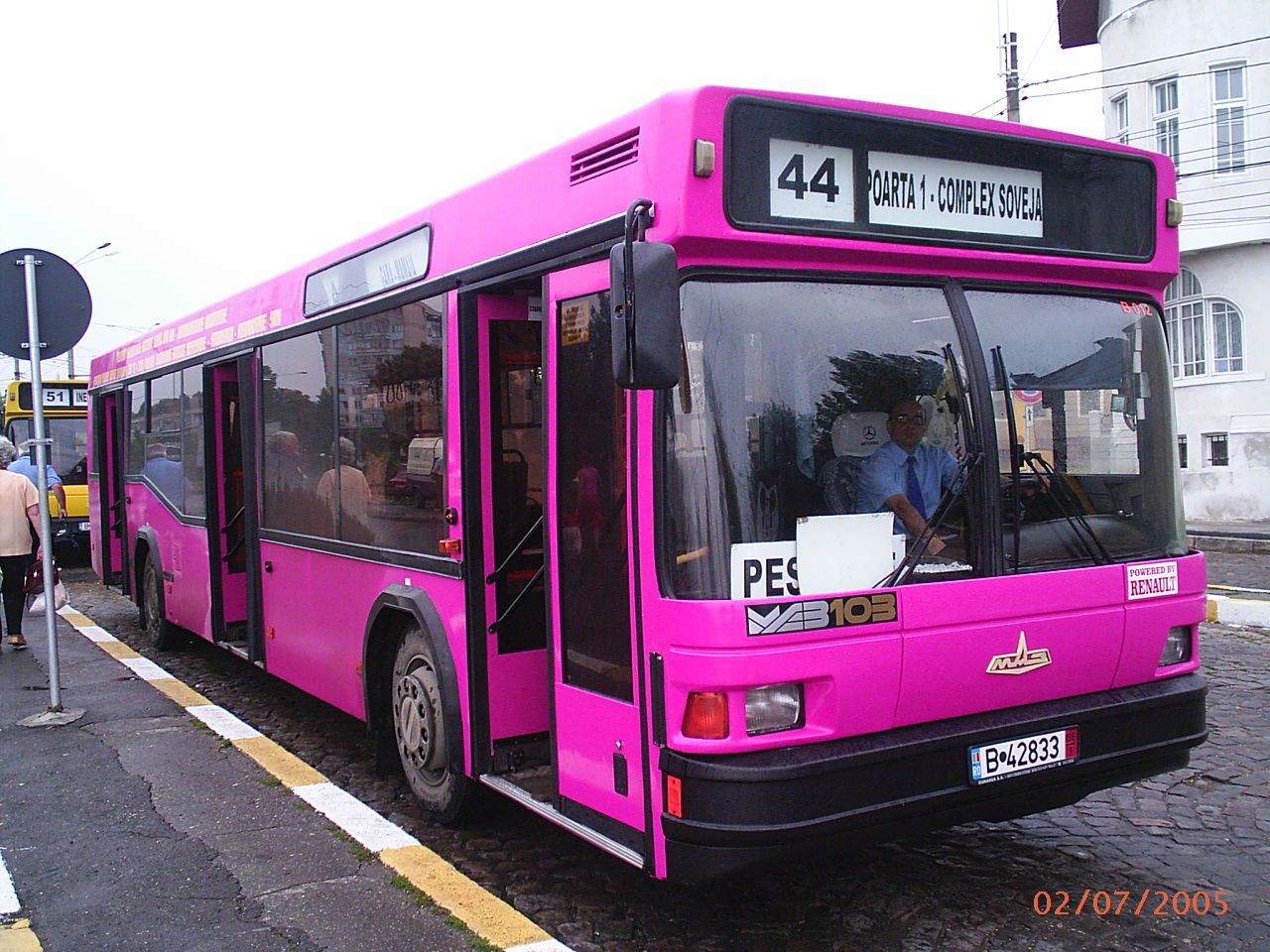
Uno dei nuovi autobus rosa di Costanza.

### Strade
L'autostrada A2 fornisce un rapido collegamento stradale tra Costanza e Bucarest, mentre l'autostrada A4 funge da anello di traffico esterno della città, deviando il traffico pesante da e verso il porto di Costanza e verso Mangalia.

### Ferrovie
L'apertura nel 1895 della ferrovia per Bucarest, che attraversa il Danubio presso il ponte di Cernavod, ha portato a Costanza un notevole commercio di transito di grano e petrolio, i quali sono in gran parte esportati. Guidano l'elenco delle importazioni carbone e coke, seguiti da macchinari, prodotti in ferro, cotone e tessuti di lana.

### Mobilità urbana
Il sistema di trasporto pubblico di Costanza è gestito dalla CT Bus, in precedenza Regia Autonomă de Transport în Comun Constanța, e consiste di 23 linee di autobus e filobus attive tutto l'anno e una linea di autobus scoperti a due piani per visite turistiche estive per i turisti.
Sono caratteristici gli autobus MAZ (modello MAZ-103) di colore rosa sgargiante, in esercizio sulla linea 44.

### Porti

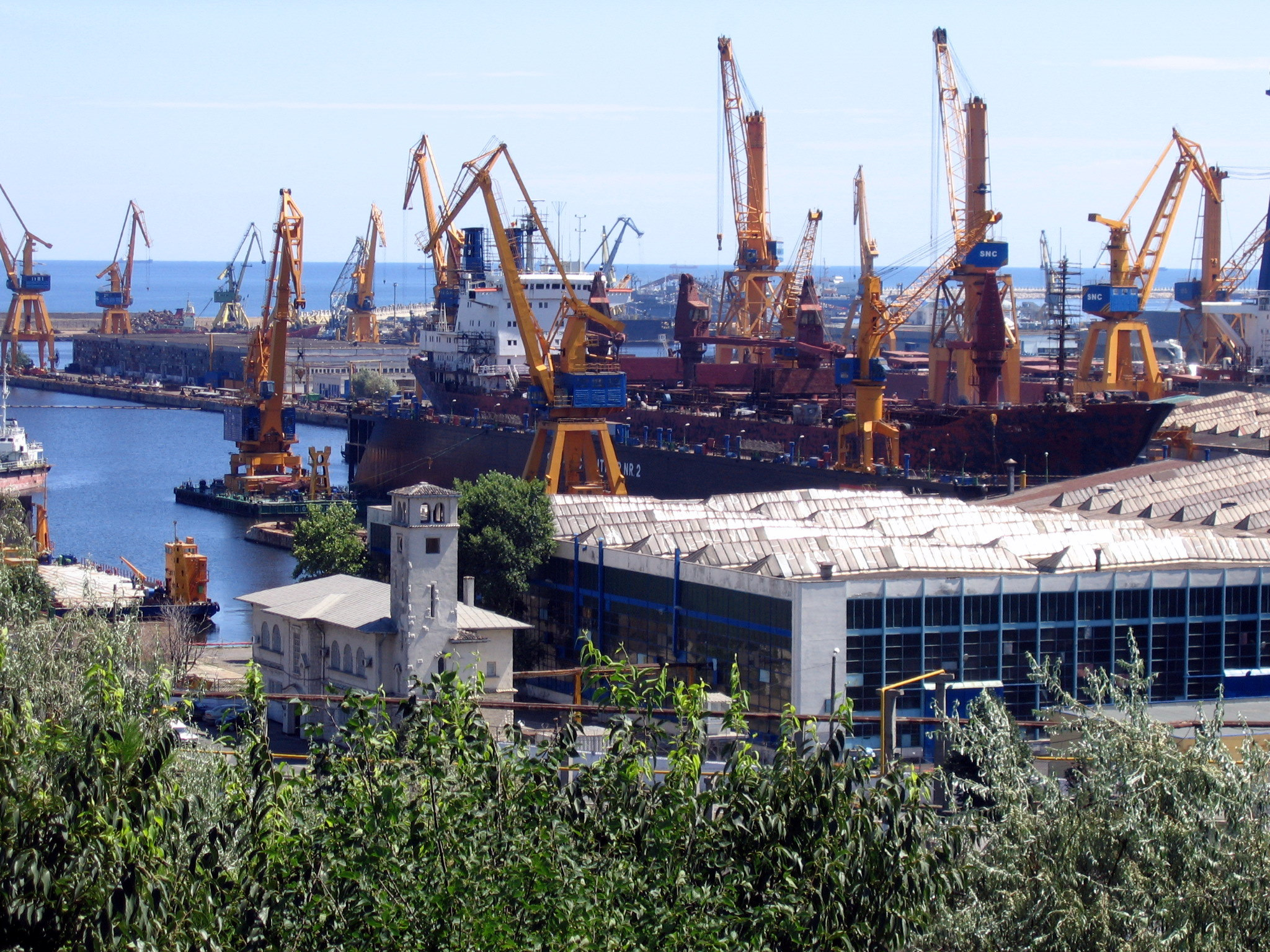
L'industria delle imbarcazioni

Il porto di Costanza comprende il porto nord e il porto sud ed è il quarto più grande d'Europa. È protetto da frangiflutti, con un faro all'ingresso. Il porto è riparato dai venti settentrionali, anche se talvolta i venti meridionali possono rivelarsi molto pericolosi. Lo squadrone del Mar Nero della flotta rumena è di stanza qui. Un grande canale (il canale Danubio-Mar Nero) collega il fiume Danubio al Mar Nero a Costanza.

### Aeroporti
La città è servita dall'aeroporto Mihail Kogălniceanu.

## Amministrazione

### Gemellaggi
Costanza è gemellata con le seguenti città:
- Santos
- Dobrič
- Shanghai (città partner)
- L'Avana
- Alessandria d'Egitto
- Turku
- Boulogne-sur-Mer
- Brest
- Candia
- Salonicco
- Perugia (città partner)

- Sulmona
- Trapani
- Yokohama
- Sidone
- Rotterdam
- Novorossiysk
- Laodicea
- Mobile
- Istanbul
- Smirne
- Odessa

## Sport

### Calcio
La squadra principale della città è stata il Viitorul Constanța con sede nella città di Ovidiu, dal 2021 fusa nel Fotbal Club Farul Constanța, militante nella Liga I del campionato rumeno di calcio.

### Pallavolo
La squadra di pallavolo della città è il Club Volei Municipal Tomis Constanța.